# Joseph Drašler
Joseph Drašler (Joe Drasler), slovenski novinar in publicist v ZDA, * 4. november 1911, Forest City, Pensilvanija, † 26. november 2005, Sesser, Illinois, ZDA. 

## Življenje in delo
V letih 1937−1941 je bil pomočnik urednika Proletarca glasila slovenske sekcije Jugoslovanske socialistične zveze v Chicagu. Med 2. svetovno vojno je bil ameriški vojak v Evropi, po 1945 pa je delal na Aljaski, Grenlandiji in Denverju. Raziskoval je življenje slovenskih izseljencev, zlasti rudarjev v Koloradu in o tem objavil prispeka: Yugoslav People in Colorado (Denver, 1980) in Yugoslav Men in Colorado Coal Mines 1884-1979 (Denver, 1981). Leta 1987 je izdal knjigo vojnih spominov Battlefield Diary.